# Guérande
 Guérande  es una población y comuna francesa, situada en la región de Países del Loira, departamento de Loira Atlántico, en el distrito de Saint-Nazaire y cantón de Guérande.

## Características
El municipio es renombrado por sus salinas marítimas y por sus fortificaciones medievales, pues es uno de los pocos pueblos de Francia que ha conservado sus murallas intactas (1.434 m de circunferencia).
Es la cabeza de partido histórico de la península de Guérande, que coincide con la extensión más meridional del idioma bretón. A lo largo de la Edad Media, época dorada de la ciudad, fue un lugar destacado del ducado de Bretaña y fue muy apreciada por los propios duques.
Desde 2004 ostenta el distintivo de ville d'art et d'histoire (ciudad de arte e historia), y es uno de los 21 municipios que pertenecen al parque natural regional de Brière.
Guérande ha sido fuente de inspiración para autores franceses tales como Gustave Flaubert, Julien Gracq y Honoré de Balzac.

## Monumentos

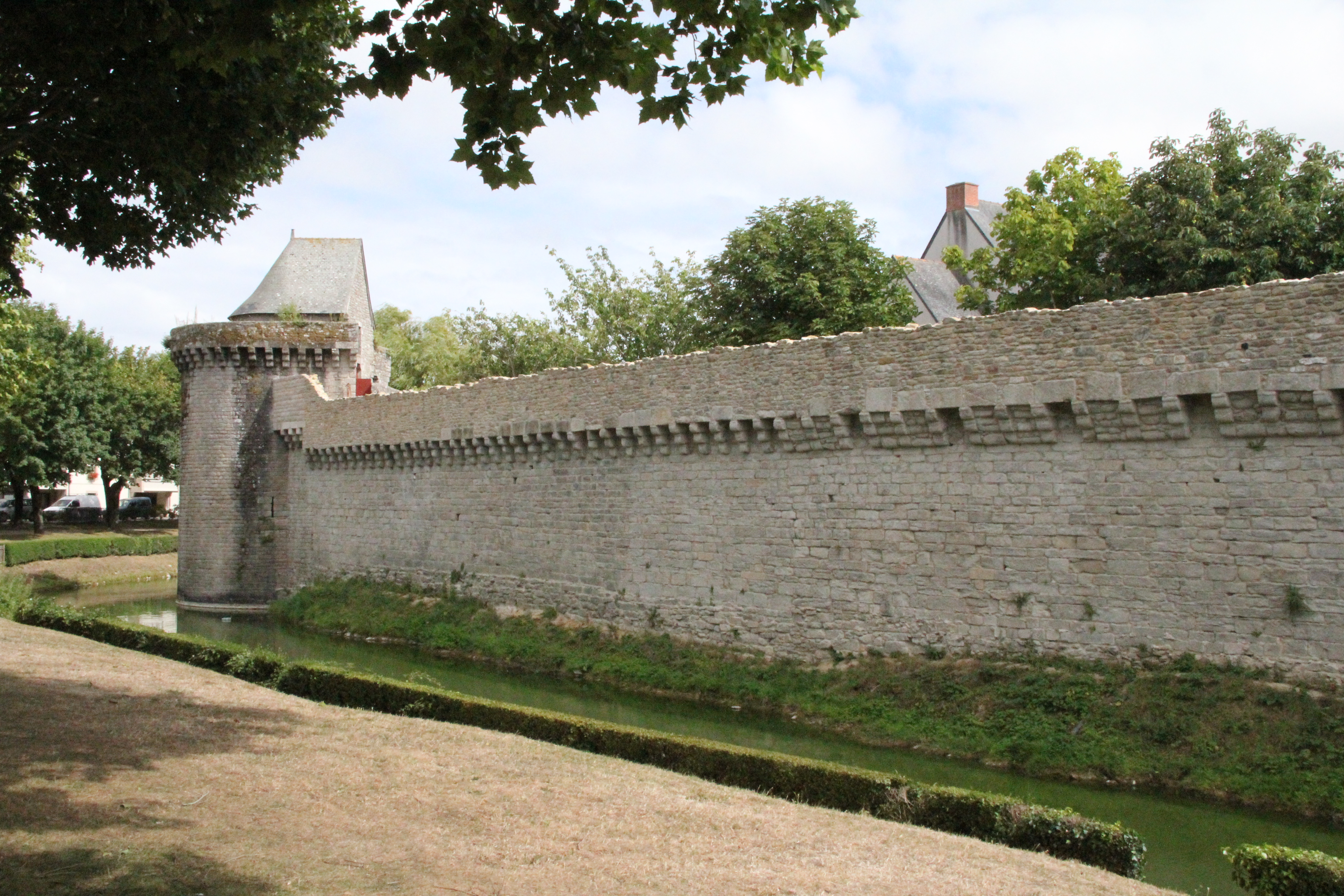
Vista de las murallas

### Fortificaciones
En 1343, después de que Guérande sufriera las destrucciones causadas por las tropas de Charles de Blois en la guerra de sucesión bretona, se solicitó el refuerzo masivo de la ciudad desarrollando las fortificaciones. Durante su construcción, se fue adaptando de manera permanente la arquitectura al progreso de la artillería que iba evolucionando. Fueron terminadas 145 años después, y se inauguraron en 1488 bajo el reinado del duque bretón François II.
La ciudad fortificada de Guérande es una de las mejor conservadas de Francia, y en 1877 se clasificó como monumento histórico. La muralla está conformada por seis torres y cuatro puertas:  al este la de Saint Michel, al oeste la Bizienne, al norte la Vannetaise y al sur la de Saillé.

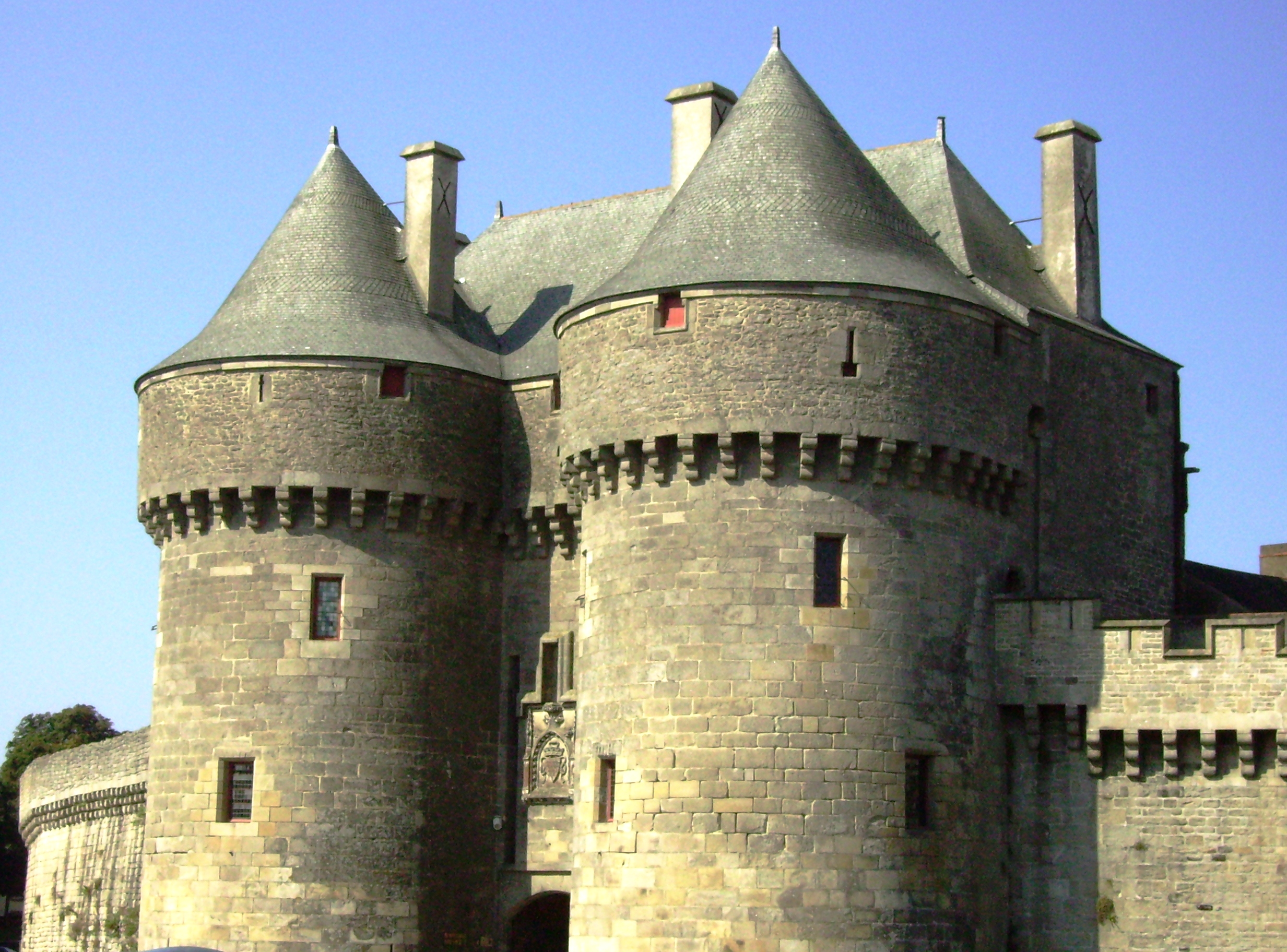
Puerta de Saint Michel

#### Puerta de Saint Michel
Es la entrada principal de la ciudad. Fue construida alrededor del año 1450 y era considerada como un símbolo del poder político. Sus dos torres formaban una vivienda tipo castillo pequeño en donde vivió el capitán y posteriormente el gobernador de Guérande. En el siglo XIX esta entrada se convirtió en el ayuntamiento, función que continuó durante un siglo y medio aproximadamente.
En la actualidad, la puerta de Saint Michel es un museo en donde se exhiben colecciones de objetos que muestran tanto la historia local como la regional, entre los que destacan los trajes tradicionales, colecciones arqueológicas y el tesoro de la Colegiata.

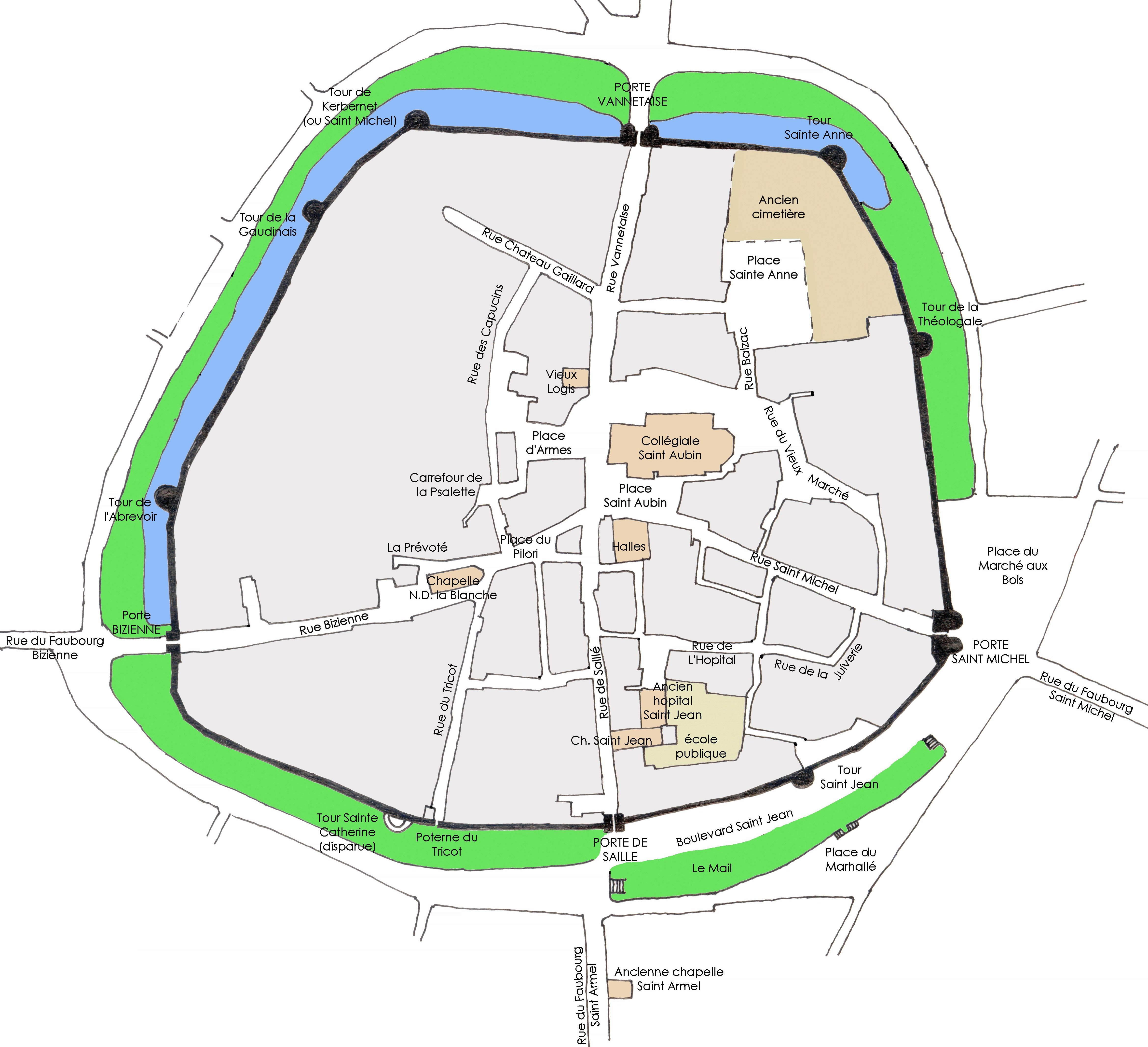
Plano de Guérande

### Colegiata de Saint Aubin
La colegiata data de la Edad Media y es de estilo gótico-renacentista. Es la segunda sede episcopal de la diócesis de Nantes.
Historia de la colegiata
Alrededor del siglo VI, a la llegada de los britanos, se fundó el primer lugar de culto cristiano en Guérande cuando el príncipe Waroc'h mandó construir un baptisterio, en donde actualmente se encuentra el coro de la colegiata Saint-Aubin. En el siglo IX se convierte en colegiata bajo la advocación de San Aubin, obispo de Angers. Se convierte en una “magnífica basílica” bajo la comunidad de habitantes de la ciudad medieval. Durante la guerra de Sucesión de Bretaña, la Colegiata de Saint-Aubin fue dañada. En ella se llevó a cabo el primer tratado de paz en 1365, razón por la cual fue restaurada., reconstruyéndose retablos, sillería del coro, reja, altares, púlpito, mesas etc. durante los siglos XV y XVI.

### Capilla Nuestra Señora La Blanca
Esta capilla de arquitectura gótica se construyó en el siglo XIII y es uno de los edificios más antiguos de Guérande. Fue sede del segundo tratado de paz firmado en la ciudad, entre el rey de Francia y el duque de Bretaña en el año 1381.

## Demografía
| 7 236                     | 7 222 | 7 252 | 7 779 | 8 190 | abs. | 8 503 | 8 577 | 8 648 | 8 540 | 8 524 | 6 749 | 6 705 | 6 804 | 6 912 | 7 062 | 7 020 | 7 054 | 6 913 | 6 852 | 6 609 | 5 760 | 6 082 | 6 164 | 6 163 | 6 014 | 6 567 | 6 389 | 6 499 | 7 644 | 9 140 | 11 665 | 13 603 | 15 356 |
| (Fuente: INSEE y Cassini) |       |       |       |       |      |       |       |       |       |       |       |       |       |       |       |       |       |       |       |       |       |       |       |       |       |       |       |       |       |       |        |        |        |

## Economía
Las salinas de la península de Guérande han conservado los métodos artesanales ancestrales de producción de sal marina y la calidad de su flor de sal la hace merecedora del Label Rouge. Guérande disfruta igualmente de una gran afluencia turística durante la temporada estival.